# Untermeitingen
Untermeitingen est une commune allemande de Bavière située dans l'arrondissement d'Augsbourg et le district de Souabe.

## Géographie

Situation d'Untermeitingen dans l'arrondissement d'Augsbourg

Untermeitingen est située dans la plaine du Lechfeld, sur la rive gauche de la Lech, à 27 km au sud d'Augsbourg. La commune, située à la limite avec l'arrondissement de Landsberg am Lech, forme avec la commune de Klosterlechfeld la communauté administrative du Lechfeld. Ces deux communes regroupaient 8 795 habitants en 2006 sur une superficie de 18,38 km2.
Communes limitrophes (en commençant par le nord et dans le sens des aiguilles d'une montre) : Graben, Scheuring, Obermeitingen, Langerringen et Schwabmünchen.

## Histoire
Dès le Xe siècle, le village appartenait à l'évêché d'Augsbourg. En 1803, lors du Recès d'Empire, Untermeitingne est intégré au nouveau royaume de Bavière. En 1818, il est érigé en commune et fait alors partie de l'arrondissement de Schwabmünchen jusqu'à la disparition de ce dernier en 1972.
Le quartier de Lagerlechfeld est depuis le XIXe siècle un important établissement militaire. Dès 1870, il abrite un camp de prisonniers, puis, avec la construction d'une ligne de chemin de fer diverses constructions dont un hôpital militaire en 1899. En 1934, une base aérienne y est installée, elle servira pendant la Seconde Guerre mondiale de base d'essais pour les usines Messerschmitt d'Augsbourg. La base est bombardée en 1945. Depuis 1956, c'est une installation de la Bundeswehr.

## Démographie
| 1840 | 1871 | 1900 | 1925 | 1939  | 1950  | 1961  | 1970  | 1987  |
| ---- | ---- | ---- | ---- | ----- | ----- | ----- | ----- | ----- |
| 611  | 615  | 893  | 929  | 1 530 | 2 164 | 3 278 | 2 639 | 3 853 |

| 2000  | 2005  | 2009  | - | - | - | - | - | - |
| ----- | ----- | ----- | - | - | - | - | - | - |
| 6 339 | 6 306 | 6 440 | - | - | - | - | - | - |